# Ichneumon cannabis
Ichneumon cannabis är en stekelart som beskrevs av Giovanni Antonio Scopoli 1763. Ichneumon cannabis ingår i släktet Ichneumon och familjen brokparasitsteklar. Inga underarter finns listade i Catalogue of Life.